# Hafnergruppe
Die Hafnergruppe ist eine Gebirgsgruppe in den Hohen Tauern. Sie ist die östlichste Untergruppe der Ankogelgruppe.

## Lage und Landschaft
Durch den Kammzug des Hafners verläuft zwischen Arlscharte und Katschberg die Landesgrenze zwischen Kärnten (Bezirk Spittal) und Salzburg (Lungau, Pongau) sowie die Wasserscheide zwischen Mur und Salzach (Großarltaler Ache) im Norden sowie Lieser und Malta im Süden.
In der Gruppe befinden sich die östlichsten Dreitausender der Alpen: Höchster und namensgebender Gipfel ist der Große Hafner (3076 m ü. A.). Weitere hohe Gipfel sind Lanischhafner (3018 m ü. A.), Lanischeck (3022 m ü. A.), Großer oder Malteiner Sonnblick (3030 m ü. A.) und Mittlerer Sonnblick (3000 m ü. A.).
Mittig durch die Hafnergruppe zieht sich das Pöllatal, das den Ostteil in zwei Kämme gliedert, einen nördlichen, schärferen Grat des Karecks (2481 m ü. A.) zum Katschberg, und einen flächenmäßig größeren südlichen Zug mit dem Schober (2976 m ü. A.), der Richtung Gmünd läuft.
Der südwestliche Teil der Hafnergruppe ist durch die Malta-Hochalmstraße erschlossen, ursprünglich eine Kraftwerksstraße des Maltakraftwerks. Auf Lungauerseite liegen mehrere kleine Keese sowie der Rotgüldensee, der zum Stausee der Kraftwerksgruppe Lungau erweitert wurde.

## Gemeinden
- Rennweg
- Krems
- Gmünd
- Malta
- Hüttschlag
- Muhr
- St. Michael

## Bergbau
Orts- und Flurnamen wie Hüttschlag, Rotgülden, Eisentratten und Waschgang (ein Berggipfel) zeugen ebenso vom früheren Bergbau, wie der Eisentrattener Hochofen, das Oberdorfer Pochwerk sowie Mundlöcher.

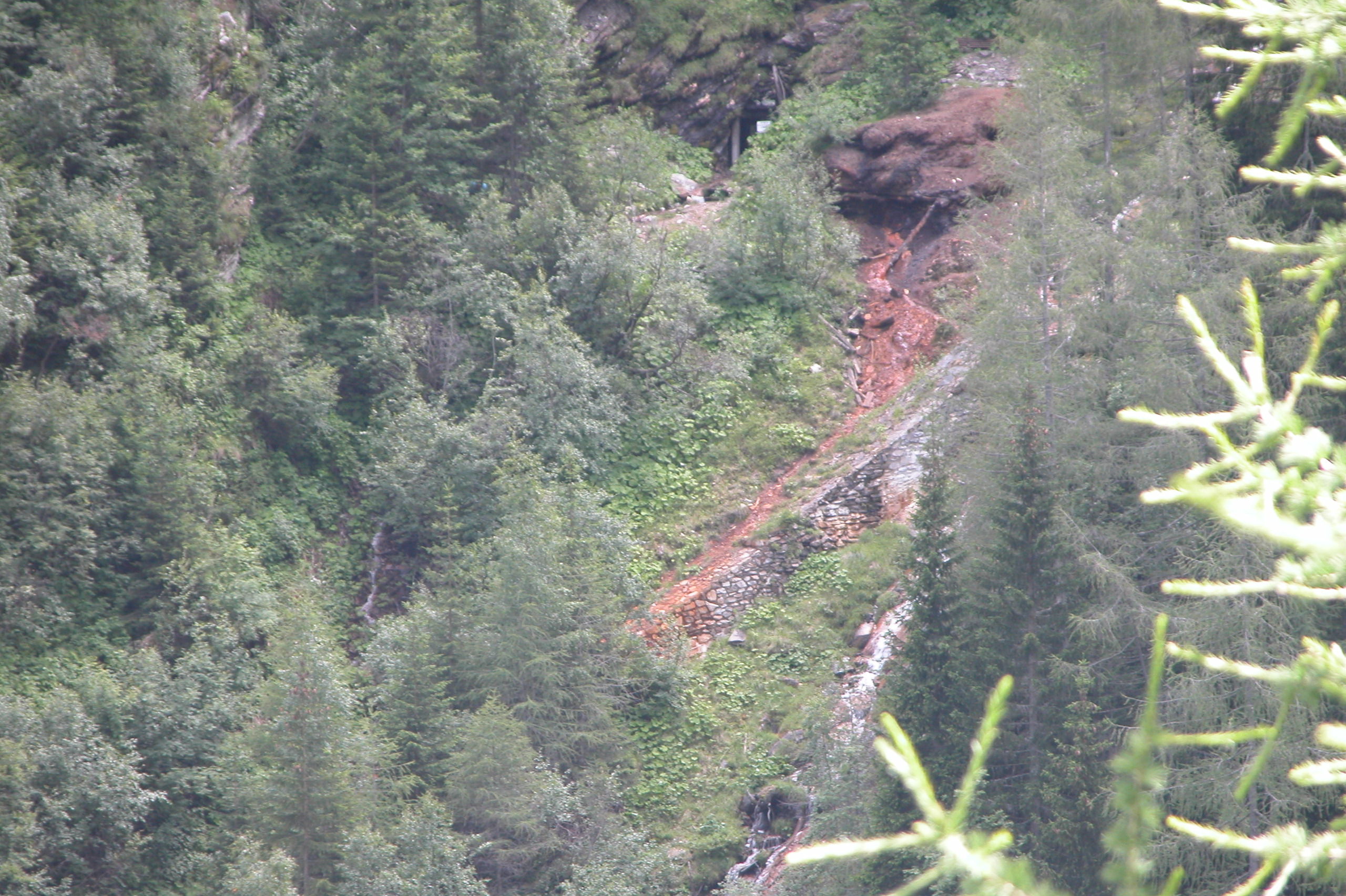
Ehemalige Arsenbergwerke unterhalb des Rotgüldensees
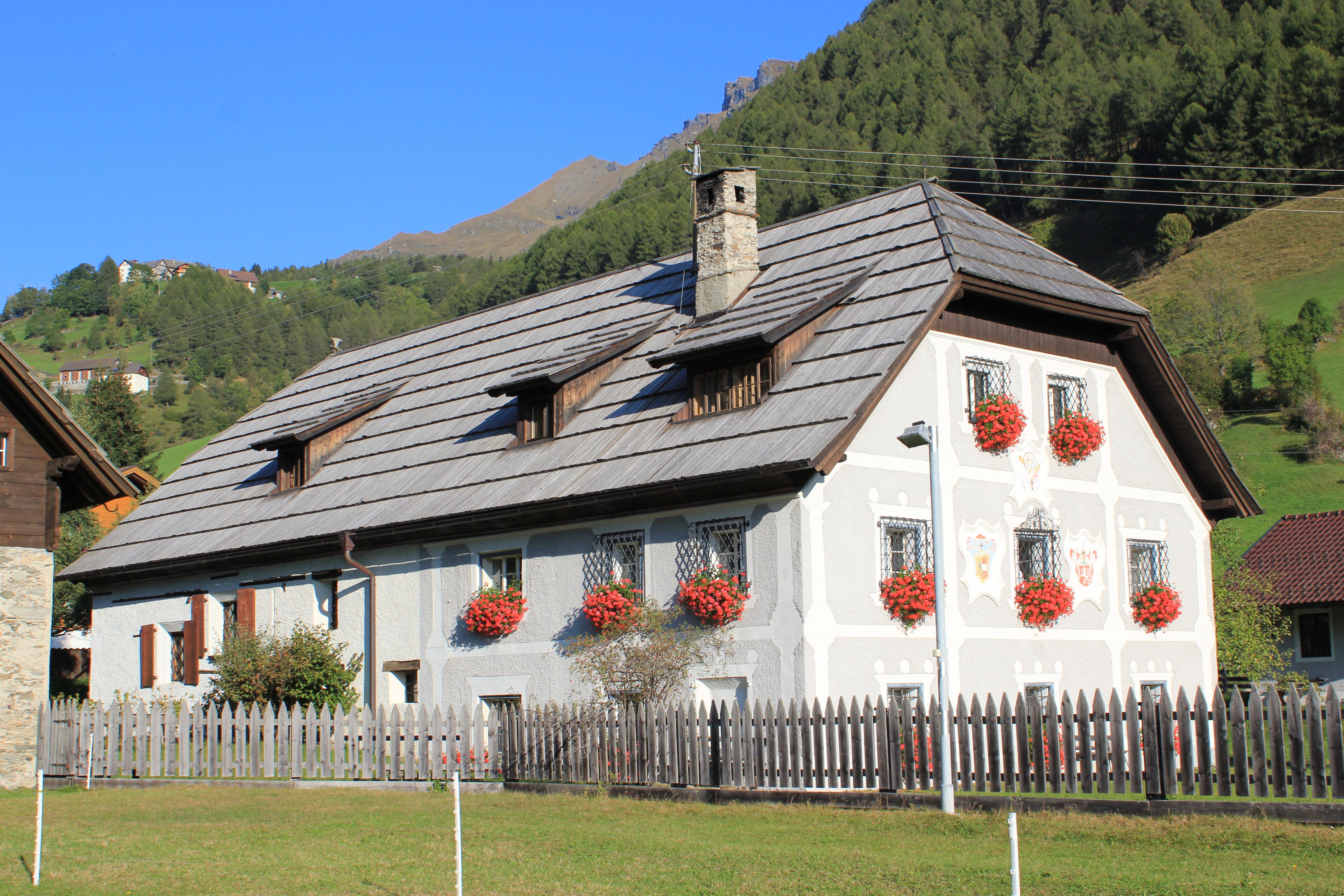
Oberdorfer Pocherhaus
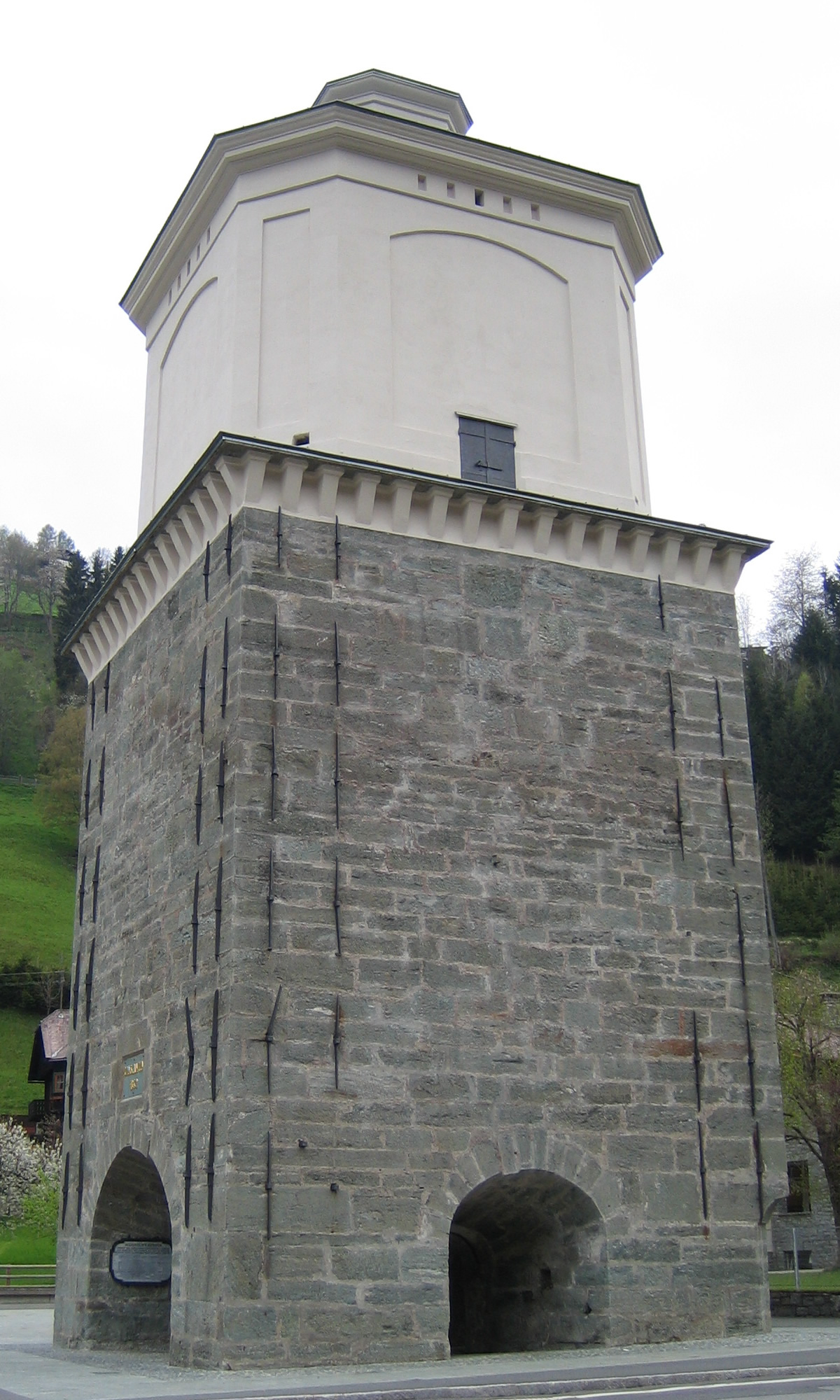
Eisentrattener Hochofen
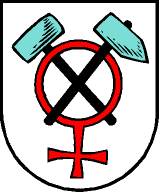
Der Name Hüttschlag und das Wappen mit Venussymbol (als Zeichen für Kupfer), Schlägel und Eisen verweisen auf den Bergbau

## Schutzhütten

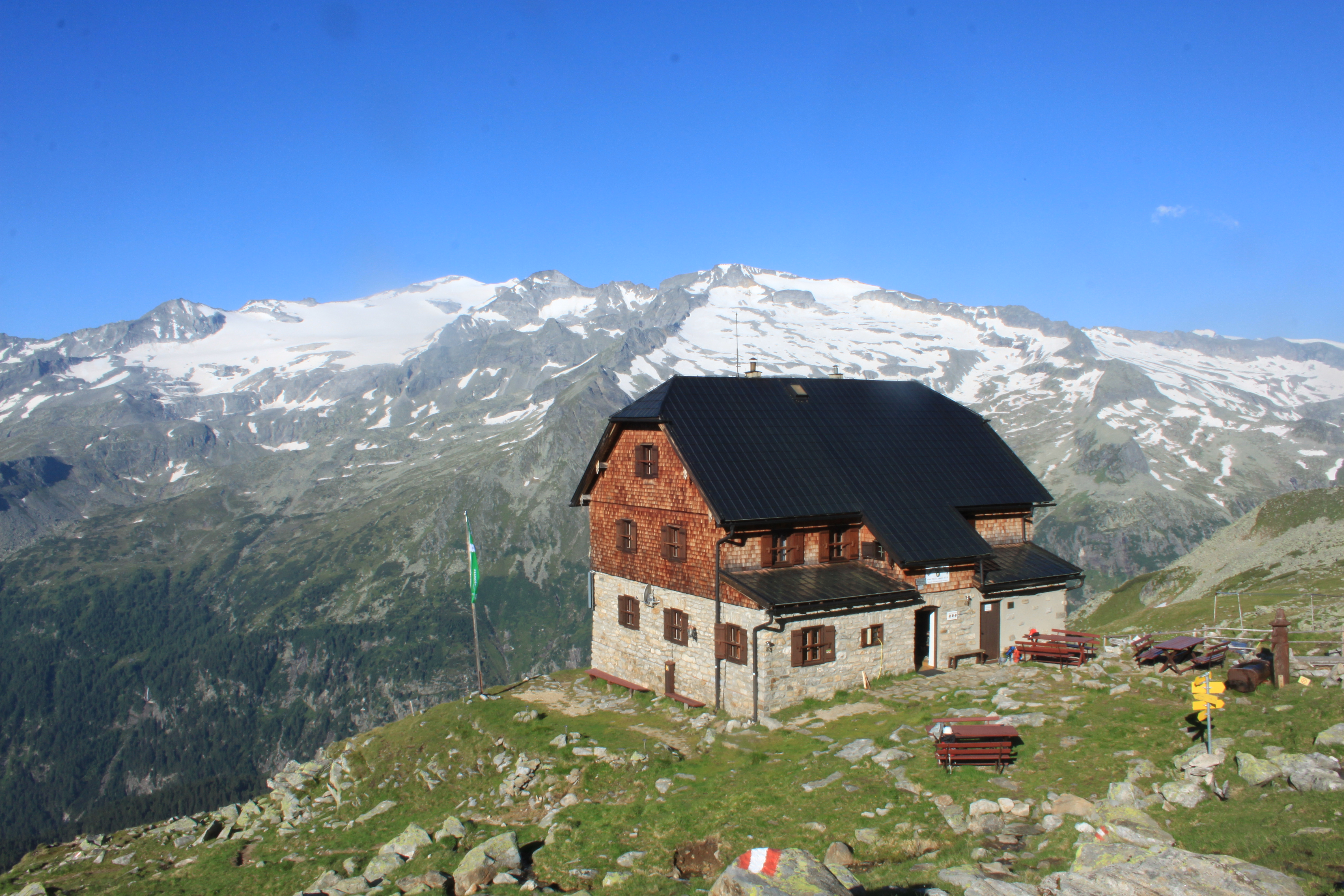
Kattowitzer Hütte

- Kattowitzer Hütte
- Rotgüldenseehütte⊙

## Bilder

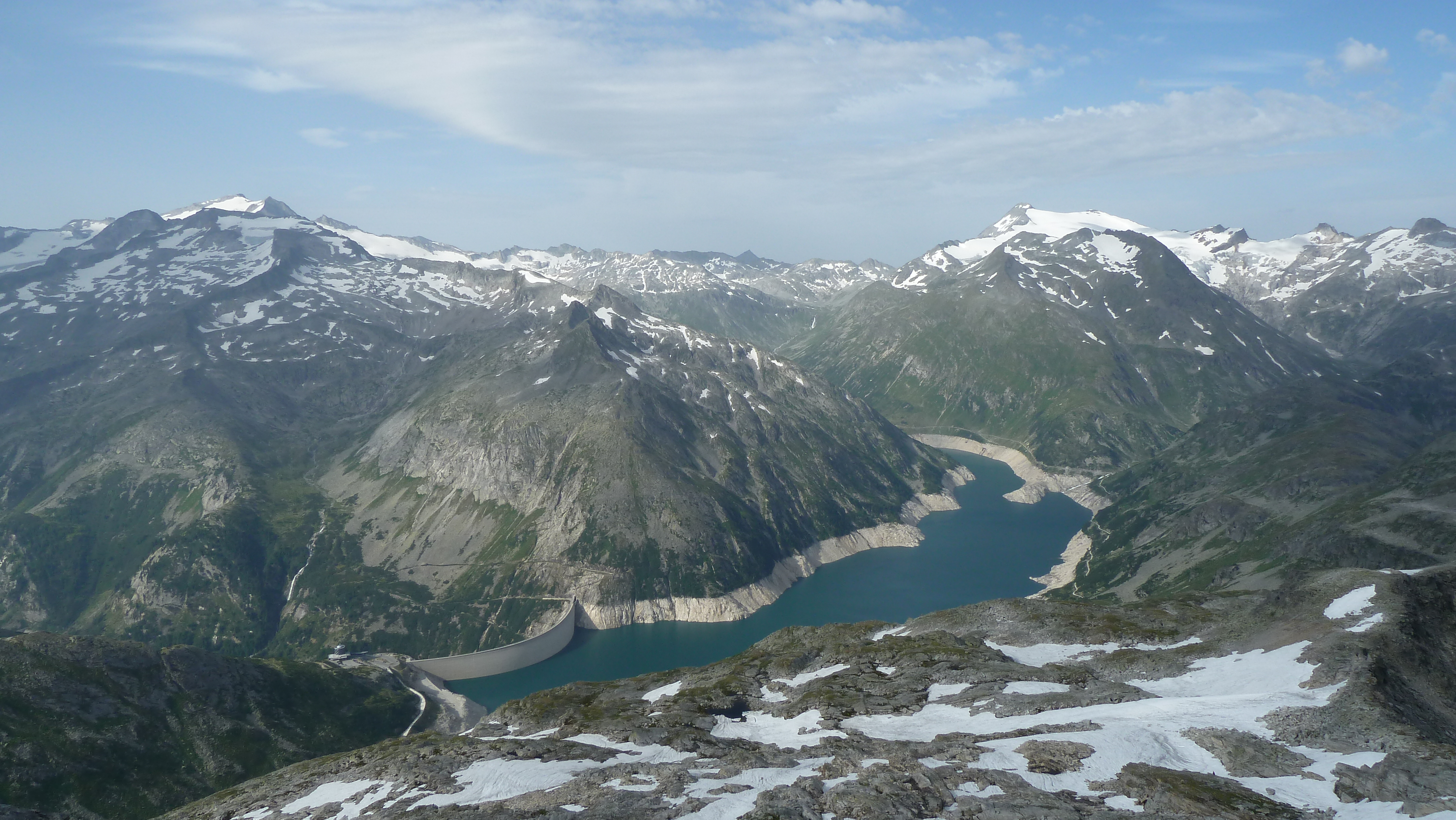
Blick vom Weinschnabel (Hafnergruppe) auf Hochalm und Ankogel
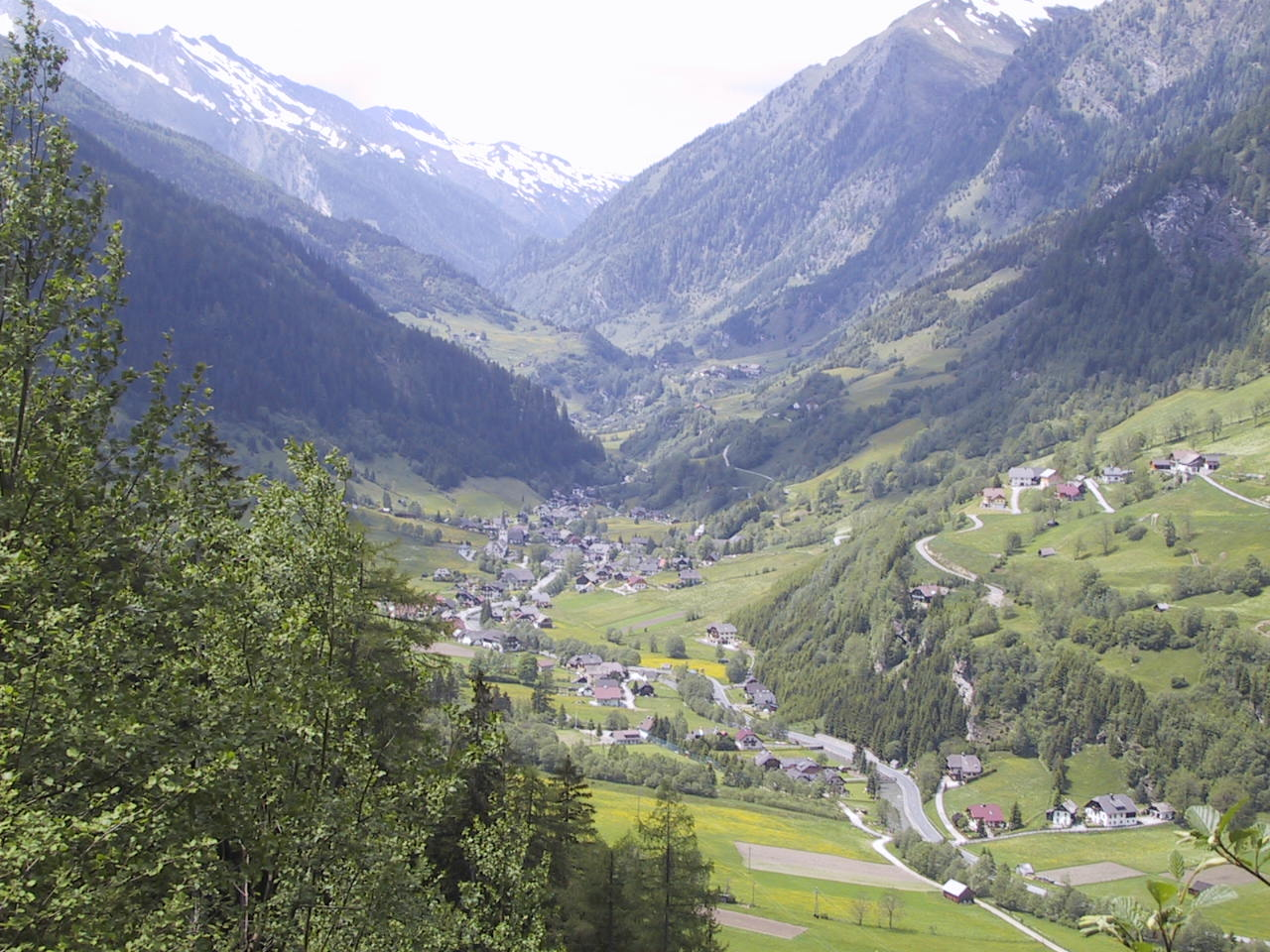
Murtal bei Muhr; links Hafnergruppe, rechts Niedere Tauern
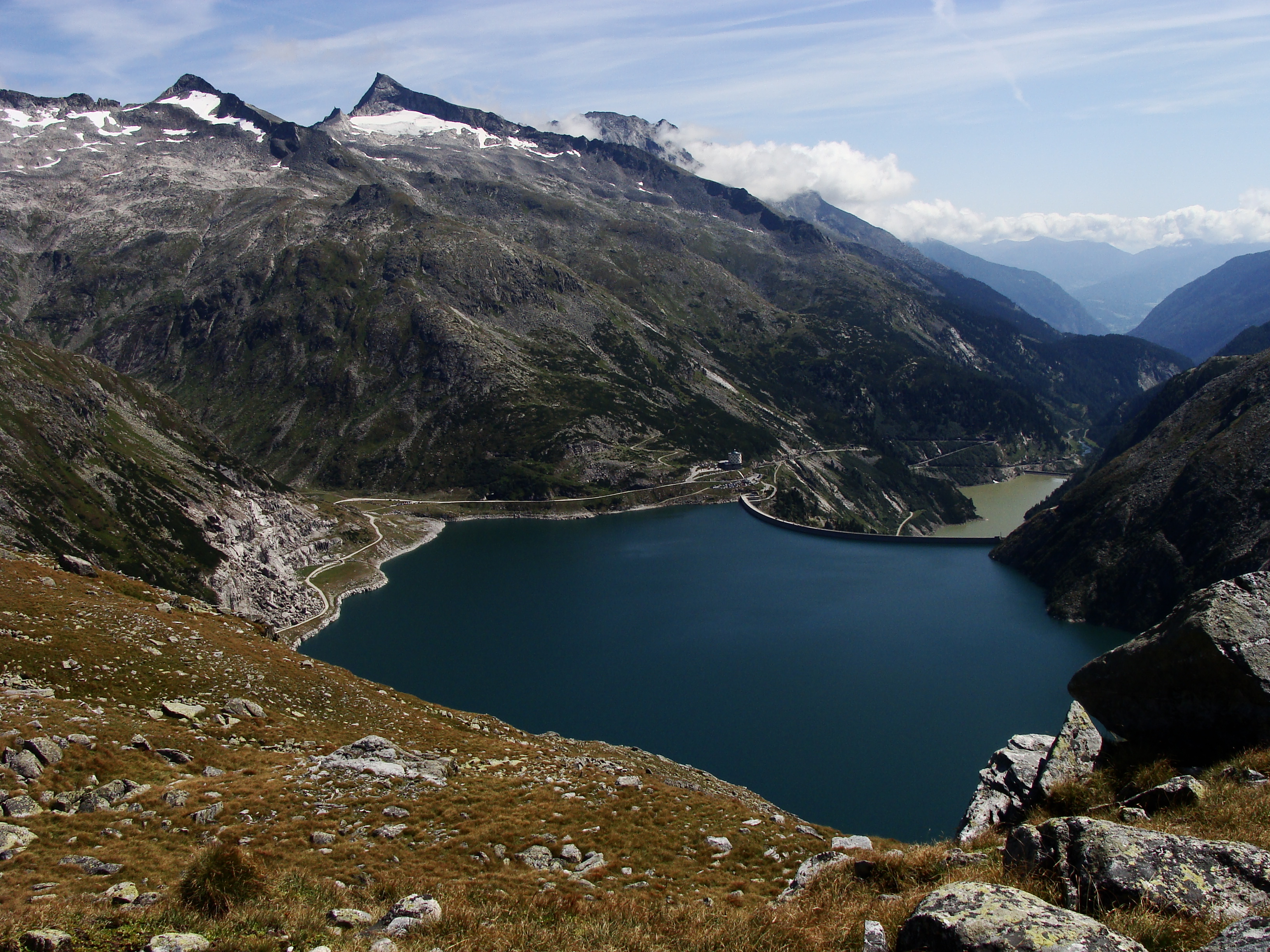
Oberes Maltatal mit Kölnbreinspeicher Links Hafnergruppe, rechts Hochalmgruppe
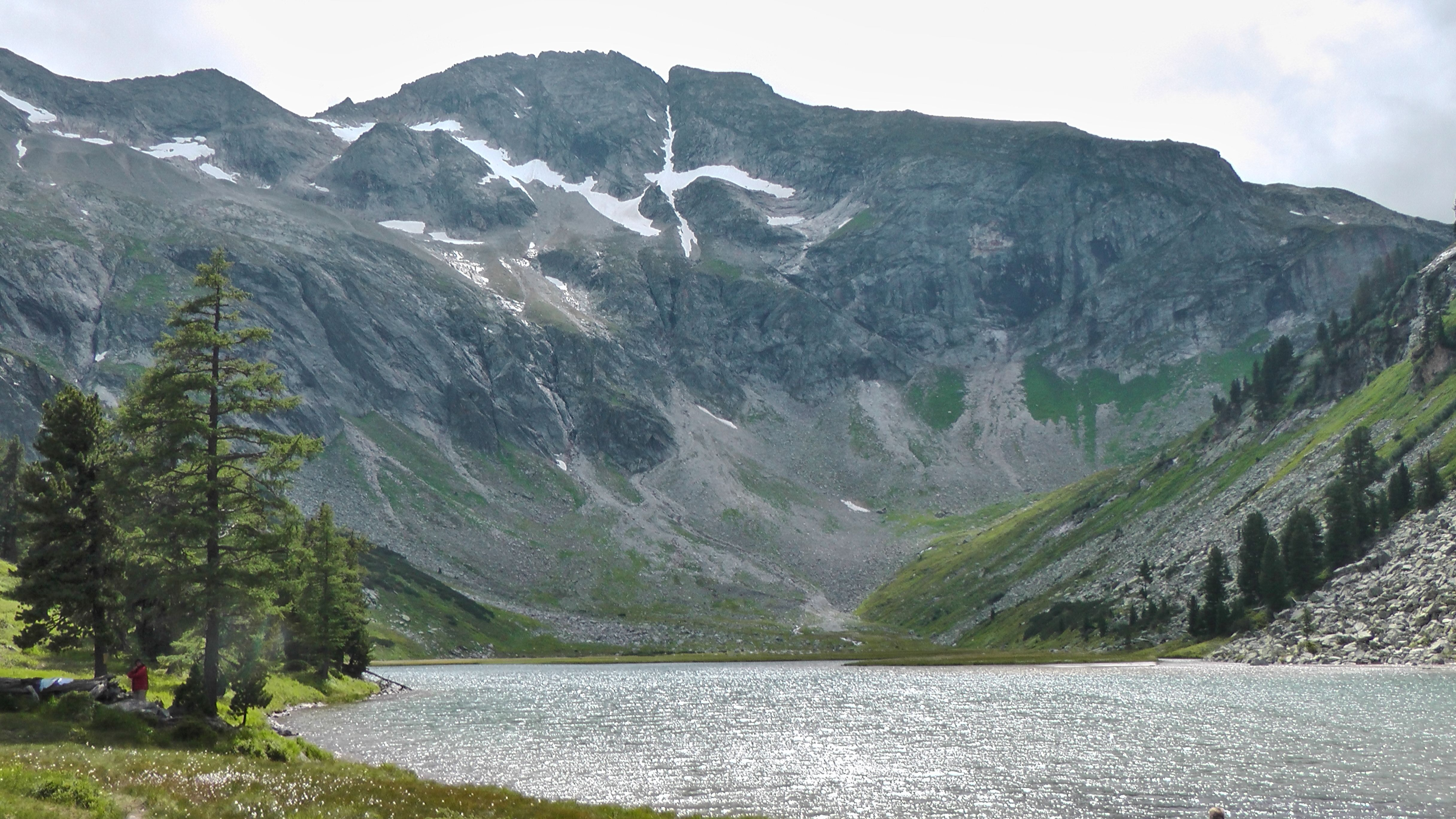
Karwassersee im hinteren Murtal
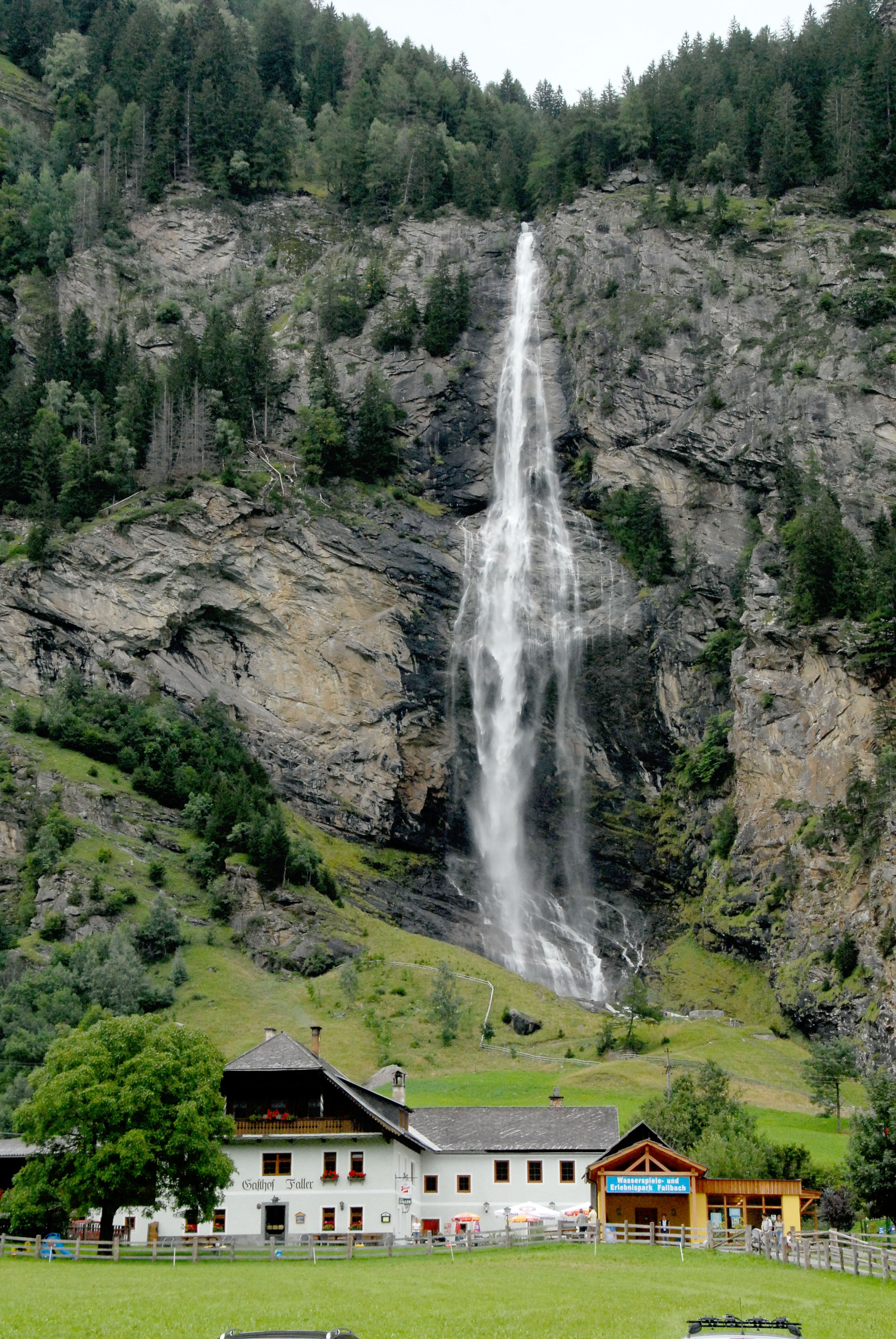
Fallbach im Maltatal, mit Fallbach-Klettersteig
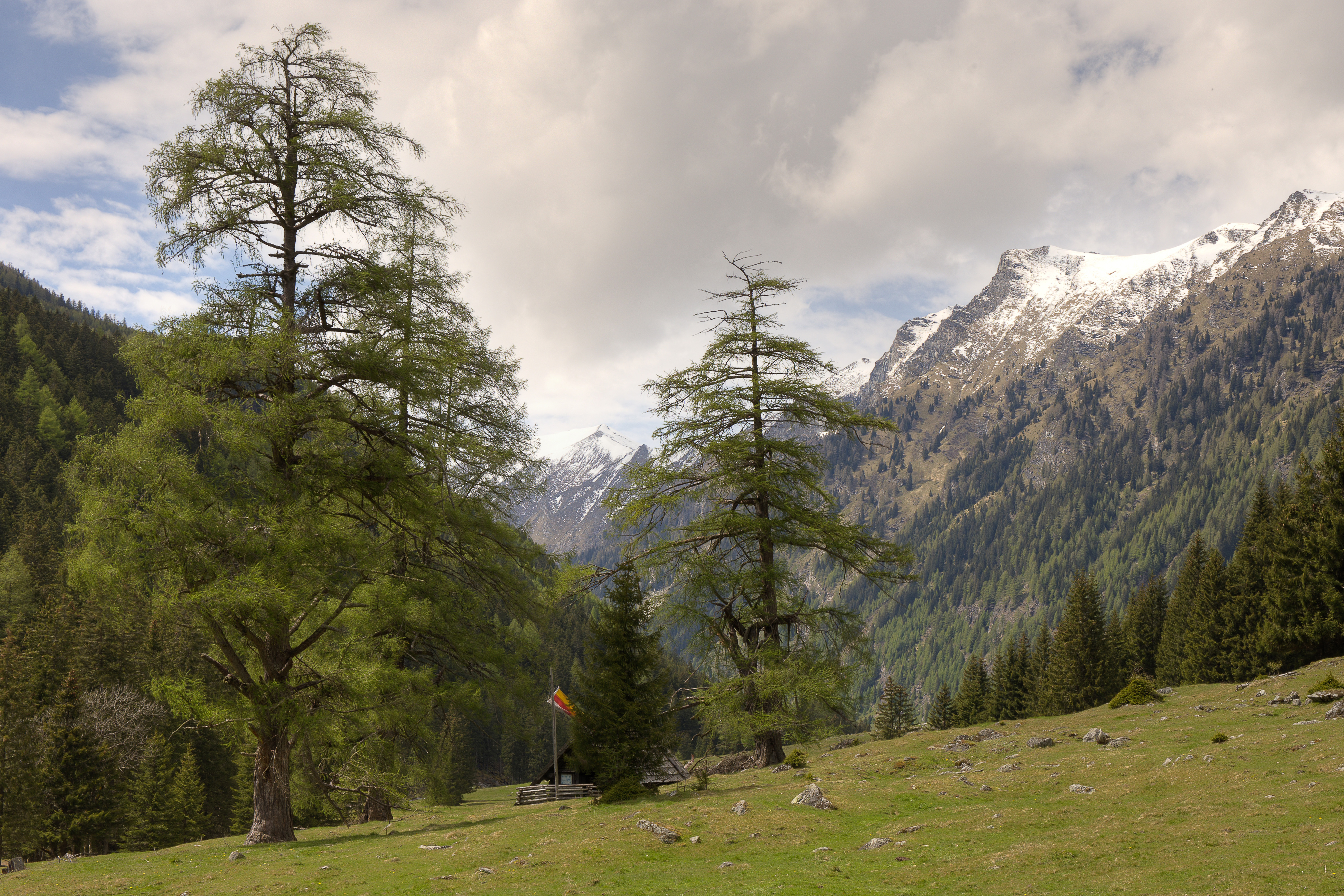
Lärchenhain im Pöllatal